# Período Hakuhō

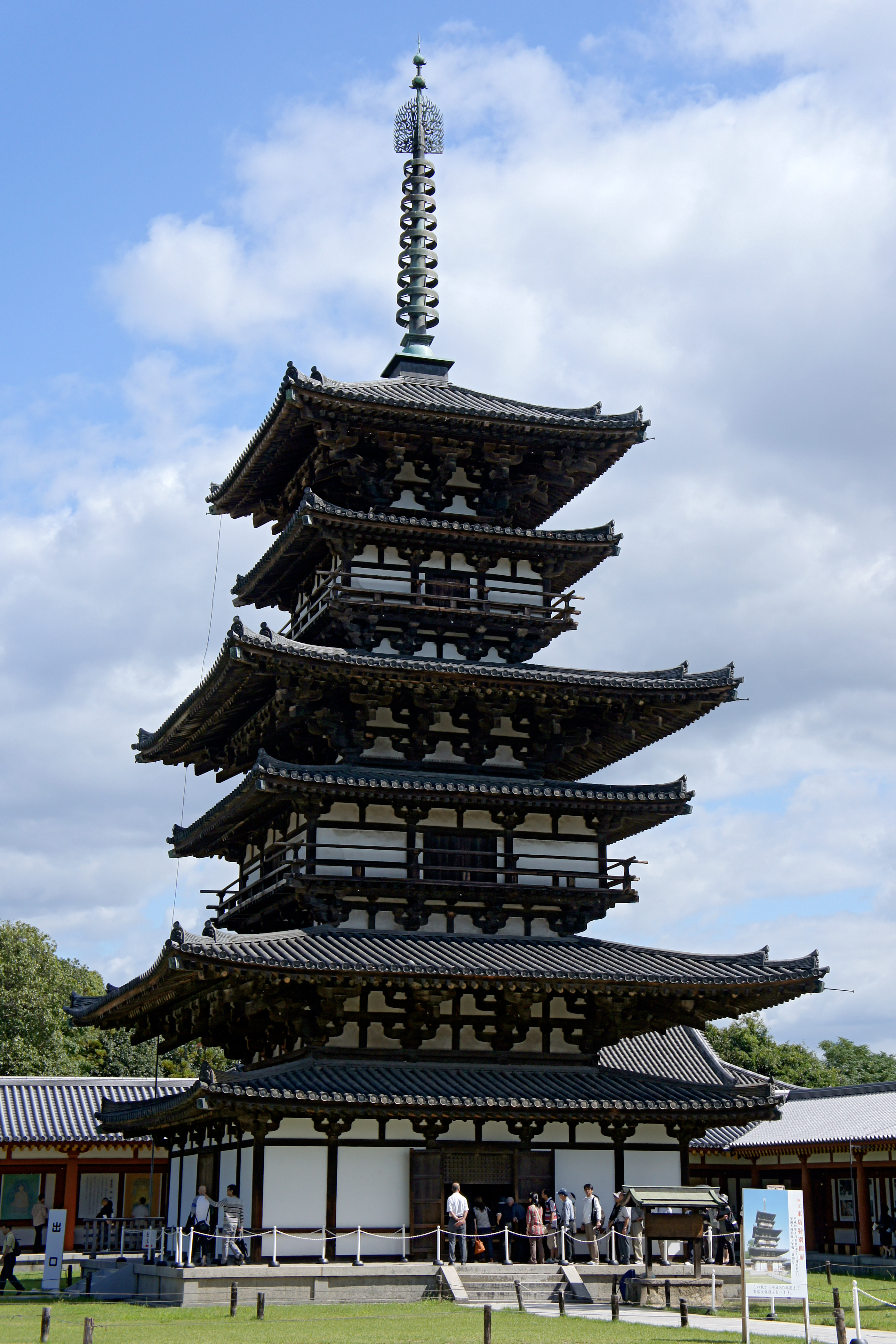
Pagode em Yakushi-ji, um templo budista do Japão construído durante o período Hakuhō.

O Período Hakuhō (白鳳時代, Hakuhō jidai, lit. "Phoenix Branca") é um período da história da arte do Japão, que se estende de 673 a 686, durante o reinado do imperador Tenmu. O período Hakuhō sucede a era Hakuchi e antecede a era Shuchō.
O período é comummente usado na história da arte e acredita-se ter sido introduzido pela Exposição Anglo-Japonesa de 1910. No contexto histórico, o período Asuka sobrepõe-se sobre o período Hakuhō, e considera-se o Hakuhō como uma continuação da era Tenpyō na historia da arte japonesa.